# Premedykacja
Premedykacja – farmakologiczne przygotowanie chorego do operacji.
Celem premedykacji jest:
- zniesienie lęku, niepokoju, bólu, wprowadzenie pacjenta w dobry nastrój,
- wywołanie u pacjenta stanu głębokiego uspokojenia bez zniesienia odruchów obronnych i zdolności do współpracy,
- spowodowanie niepamięci,
- zahamowanie niekorzystnych odruchów, jak wydzielania śliny i pobudliwości nerwu błędnego, mogących powodować niebezpieczne reakcje podczas operacji,
- ułatwienie wprowadzenia do znieczulenia,
- umożliwienie zastosowania mniejszych dawek leków znieczulających,
- zmniejszenie bólu, nudności i wymiotów po operacji,
- zapobieżenie lub zmniejszenie występowania działań niepożądanych leków stosowanych do znieczulenia.

Do premedykacji stosuje się:
- leki uspokajające i nasenne
  - benzodiazepiny (diazepam, midazolam, flunitrazepam, lorazepam)
  - barbiturany (fenobarbital, pentobarbital)
- neuroleptyki (droperidol, prometazyna)
- leki przeciwbólowe, np. opioidy
- cholinolityki (atropina, skopolamina)

Leki te stosuje się z reguły na kilka bądź kilkanaście godzin przed rozpoczęciem znieczulania pacjenta. Czas i sposób podania zależy od wielu czynników, głównie od rodzaju stosowanego leku znieczulającego. Od momentu podania tych leków, aż do całkowitego wybudzenia ze znieczulenia, pacjent powinien znajdować się pod stałą opieką lekarską.

Przeczytaj ostrzeżenie dotyczące informacji medycznych i pokrewnych zamieszczonych w Wikipedii.